# Sergieh Moussally
Sergieh F. Moussally est un économiste québécois (1933-2009).

## Biographie
D’origine syrienne, Sergieh F. Moussally est né en 1933 dans la ville d’Alep en Syrie. Il est le fils de Mohammed Moussally-Sergieh et de Mariam Dahan.
Il étudie à l’université de Bruxelles en Belgique et de Neuchâtel en Suisse où il obtient un doctorat en économie. Sa thèse portera sur Les contraintes au développement du Moyen-Nord québécois.
Ses travaux porteront sur le développement régional, l’économie internationale et les stratégies des multinationales.
Professeur d'économie pendant plus de 30 ans à l'Université du Québec à Chicoutimi, il fut un ardent régionaliste pour le Saguenay-Lac-St-Jean.
Il a été administrateur au sein de l’Association canadienne française pour l’avancement des sciences, l’Association des Économistes du Québec et vice-président de la Société canadienne de Science économique.
D’autre part, il a œuvré dans son milieu en siégeant comme administrateur à la Société de développement de la ville de Chicoutimi, à titre de fondateur du Conseil régional de l’Inter-coopération et président du port de Grande-Anse au Saguenay.
Monsieur Moussally est décédé le 1er octobre 2009 au Centre de Santé et de Services sociaux de Chicoutimi.

## Publications
- Profil économique Saguenay-Lac-St-Jean, CRCD 1974.
- Impacts du projet Albanel-Ferchibal, 1978.
- Port-Cartier zone-franche, 1980.
- Le partenariat et le développement Colloque UQAC 1986.
- Impacts économique de la route 10 sur le Saguenay-Lac-St-Jean Chibougamau-Chapais, Association régionale des commissaires industriels, février 1990, 108 pages.
- La gestion intégrée des ressources forestières.
- La mondialisation et le potentiel du Saguenay-Lac-St-Jean.
- Un levier principal au développement régional : l’autonomie décisionnelle et fiscale, UQAC, DSEA, 2000.
- Crise de la Ruralité et appauvrissement du Québec, UQAC, DSEA, 2001.
- Les défaillances du modèle québécois et les exigences du développement des régions-ressources, UQAC, DSEA, 2001.
- Le déséquilibre fiscal dans l’ensemble canadien et les défaillances du modèle québécois, en collaboration avec Michel Fortin, mémoire présenté à la Commission sur le déséquilibre fiscal, UQAC, DSEA, septembre 2001.
- Valeur-ajoutée et deuxième transformation : des créneaux qui font rêver les ruraux, UQAC, DSEA, septembre 2001.
- La transformation des assises économiques des régions ressources du Québec, UQAC, DSEA, novembre 2001.
- Le renouveau du fédéralisme canadien et le développement des régions du Québec, Mémoire présenté au caucus du parti libéral du Canada, Saguenay, 19-20-21 août 2002, 34 pages.
- L’autonomie décisionnelle et budgétaire des régions du Québec, Mémoire présenté au congrès de l’Association des régions du Québec, Saguenay, mai 2003.
- « Le regroupement municipal des villes du Saguenay: son objet ultime et sa raison d’être » dans Organisations & Territoires, Vol. 13, numéro 2, 2004, p. 133–138.
- Les régions ressources et les exigences des grandes firmes en matière de création d’emplois, Congrès Université Rurale, 2005.
- La fin du travail dans les régions ressources et leurs options de développement, Congrès Université Rurale, Maniwaki, 2005.
- Compression du temps et revers de la société informationnelle. Réflexion à propos des effets du nouveau paradigme technologique sur les formations avancées, Saguenay, 2005.